# Profesionalen Futbolen Klub Akademik Sofija
Il Profesionalen Futbolen Klub Akademik Sofija (in bulgaro Професионален футболен клуб Академик София?), spesso abbreviato in PFC Akademik Sofia o in Akademic Sofia era una squadra bulgara con sede a Sofia.
Fu fondata nel 1947 e sciolta per problemi finanziari nel 2012. Il soprannome dell'associazione è "The Student".
A livello nazionale i migliori risultati conseguiti sono stati i terzi posti ottenuti nelle stagioni 1950 e 1975-76.
A livello europeo a squadra ha vinto la Coppa dei Balcani nel 1974 e ha giocato nella stagione 1975/76 in Coppa UEFA dove ha raggiunto il secondo turno. Dagli anni ottanta l'Akademik ha giocato solo nelle serie inferiori fino alla stagione 2009-10 quando, dopo 28 anni, è riuscita a tornare nella massima divisione.
Alla fine della stagione 2010-11, tuttavia, si è classificata al 15º posto in serie A ed è nuovamente retrocessa nella serie inferiore.
Nel 2012 ha avuto luogo lo scioglimento del club per motivi finanziari.

## Palmarès

### Competizioni nazionali
- Vtora profesionalna futbolna liga: 2

1963-1964, 1979-1980

### Competizioni internazionali
- Coppa dei Balcani per club: 1

1974

### Altri piazzamenti
- Campionato bulgaro:

Terzo posto: 1950, 1975-1976
- Coppa di Bulgaria:

Finalista: 1951
Semifinalista: 1950, 1972-1973, 1973-1974, 1975-1976, 1979-1980
- Vtora profesionalna futbolna liga:

Secondo posto: 2009-2010
Terzo posto: 1994-1995